# Joseph-Marie Lo Duca
Joseph-Marie Lo Duca (Milano, 18 novembre 1910 – Fontainebleau, 6 agosto 2004) è stato uno scrittore, critico d'arte e storico del cinema francese di origine italiana.

## Biografia
Joseph-Marie Lo Duca, originariamente Giuseppe Lo Duca, nacque a Milano il 18 novembre 1910, da famiglia di origini siciliane (precisamente di Milazzo). Fu scrittore, giornalista, critico d'arte, studioso di cinema e di arte erotica, autore di una Storia del Cinema tradotta in più di dodici lingue, e cofondatore insieme ad André Bazin dei Cahiers du Cinéma (1951), la rivista di critica cinematografica francese su cui apparvero testi dei noti autori della Nouvelle Vague come Éric Rohmer, Jean-Luc Godard, Jacques Rivette, Claude Chabrol e François Truffaut. È del 1927 il suo primo libro, La sfera di platino, "un'utopia fantastica" spesso accostata a Il mondo nuovo di Aldous Huxley e molto apprezzata da Filippo Tommaso Marinetti che volle scriverne la prefazione.
Dopo un esordio come romanziere nell'ambito futurista (La Sfera di Platino, Albenga, il ramarro, 1930, con prefazione di Marinetti) e di pubblicista, Giuseppe Lo Duca si rifugiò in Francia nel 1935 per evitare l'arresto dopo un duello con lo scultore Arturo Martini e ci rimase per tutta la vita. Cambiò il suo nome italiano in Joseph-Marie, si stabilì a Samois-sur-Seine, e da allora usò sempre il francese nelle sue opere.
Dopo due monografie dedicate a Henri Rousseau e a Giorgio De Chirico, scrisse numerose opere su vari argomenti, privilegiando il cinema e l'eros. Tra le più importanti Eros im Bild (1942), con prefazione di Georges Bataille, L'erotismo nel cinema (1945), Louis Lumière inventore (1948), Le dessin animé (1948) con prefazione di Walt Disney, Storia dell'erotismo (1968), Dizionario di sessuologia (1972), Manuel des confesseurs (1982), Luxure de luxe (arte erotica nei fumetti da Botticelli a Lichtenstein, 1983). Scrisse anche una introduzione al libro di Elio Vittorini Conversazione in Sicilia, e in collaborazione con Federico Fellini il libro La dolce vita (Edizioni J. Pauvert).
Curò la BIE (Biblioteca Internazionale di Erotologia), la più famosa collana erotica del mondo, nella quale fu ripubblicato il suo libro più famoso, Il diario segreto di Napoleone Bonaparte (già uscito nel 1948 con una nota di André Breton), con prefazione di Jean Cocteau. Nel 1999 Guillaume Baldy su Radio France gli dedicò il programma A voix nue, mettendone in rilievo le qualità di scrittore e intellettuale anticonformista che portò avanti negli anni sessanta le battaglie contro la censura difendendo il diritto di espressione artistica anche sul piano dell'eros. Il suo ultimo libro, Les mines de Sodome (2001) sorprende per la vivacità d'invenzione e la modernità dello stile.
Joseph-Marie Lo Duca morì a Fontainebleau nel 2004. La città di Samois-sur-Seine, dove abitò a lungo, gli ha dedicato la biblioteca comunale. 
Joseph-Marie Lo Duca ebbe legami di amicizia con personaggi di rilievo nel campo della cultura come André Breton, Jean Cocteau, Georges Bataille, Pierre Molinier, Paul Valéry, Leonardo Sciascia.
Sciascia ne parla in Nero su Nero, supponendolo nato in Sicilia invece che a Milano.